# Hydroxyapophyllit-(K)
Hydroxyapophyllit-(K) ist ein selten vorkommendes Mineral aus der Gruppe der Apophyllite innerhalb der Mineralklasse der „Silikate und Germanate“. Es kristallisiert im tetragonalen Kristallsystem mit der chemischen Formel KCa4[(OH,F)|(Si4O10)2]·8H2O, ist also chemisch gesehen ein wasserhaltiges Kalium-Calcium-Silikat mit zusätzlichen Hydroxidionen bzw. Fluoridionen, das strukturell zu den Schichtsilikaten (Phyllosilikaten) gehört. Die in den runden Klammern angegebenen Bestandteile Fluorid- und Hydroxidionen können sich in der Formel jeweils gegenseitig vertreten (Substitution, Diadochie), stehen jedoch immer im selben Mengenverhältnis zu den anderen Bestandteilen des Minerals.
Hydroxyapophyllit-(K) ist das Endglied der Hydroxyapophyllit-(K)-Fluorapophyllit-(K)-Mischkristallreihe mit variabel austauschbaren Hydroxidionen (Hydroxyapophyllit-(K)) und Fluoridionen (Fluorapophyllit-(K)). Hydroxyapophyllit-(K) und Fluorapophyllit-(K) können weder visuell noch durch Röntgendiffraktion und in den meisten Fällen auch durch optische Methoden nicht voneinander unterschieden werden. Sie sind nur durch chemische Analysen genau zuzuordnen.
Hydroxyapophyllit-(K) bildet bis 15 cm große, isometrische oder nach {001} tafelige Kristalle, die entweder farblos sind oder weiße, rosa, gelbliche bzw. grünliche Farbtöne zeigen. Hydroxyapophyllit-(K) wird wie alle Minerale der Apophyllitgruppe, häufig in Begleitung von Zeolithen, als sekundäre Bildungen in amygdaloidalen Hohlräumen oder Drusen in Basalten, Phonolithen oder anderen basischen Vulkaniten gefunden.

## Etymologie und Geschichte
Da zahllose Vorkommen in basaltischen Hohlräumen bekannt sind, in denen „Apophyllite“ von fluorfreien Paragenesemineralen wie Prehnit sowie Zeolithen wie Stilbit, Heulandit und Chabasit begleitet werden, entstand die Vermutung, dass unter diesen Apophylliten auch ein fluorfreies, hydroxyldominantes Endglied der Apophyllitgruppe existiert. Eine amerikanische Arbeitsgruppe um den Mineralogen Pete J. Dunn untersuchte in den 1970er Jahren 50 Apophyllit-Stufen, wobei sich nach entsprechenden Analysen herausstellte, dass in Apophylliten von fünf Fundpunkten die Gehalte an OH größer sind als die von F, das gesuchte neue Mineral mithin gefunden wurde. Das Mineral wurde 1978 von der International Mineralogical Association (IMA) anerkannt und im gleichen Jahr von Pete J. Dunn, Roland C. Rouse, Julie A. Norrberg und Donald R. Peacor als Hydroxyapophyllit beschrieben. Benannt wurde es nach der Dominanz von Hydroxylionen gegenüber den Fluoridionen und nach der kristallchemischen Verwandtschaft zu anderen Vertretern der Apophyllitgruppe. Im Jahre 2008 benannte Ernst Burke die Vertreter der Apophyllitgruppe um, wodurch aus Hydroxyapophyllit „Apophyllit-(KOH)“ wurde. Diese Umbenennung wurde 2015 rückgängig gemacht und zur Abgrenzung der einzelnen Spezies nun das dominierende einwertige Kation als Suffix in Klammern an den Mineralnamen angehängt und das dominierende tetraederfremde Anion als Präfix dem Mineralnamen vorangestellt. Der von der IMA anerkannte Mineralname lautet nun Hydroxyapophyllit-(K).
Typmaterial des Minerals wird im National Museum of Natural History, Washington, D.C., USA (Katalog-Nr. 137105, der Holotyp), im Natural History Museum, London im Vereinigten Königreich (Katalog-Nr. 1977,58); im Geological Survey of Canada, Ottawa, (Katalog-Nr. 14099); im Royal Ontario Museum, Toronto, Kanada, und an der Harvard University, Cambridge, Massachusetts, USA, aufbewahrt.

## Klassifikation
In der mittlerweile veralteten, aber noch gebräuchlichen 8. Auflage der Mineralsystematik nach Strunz gehört Hydroxyapophyllit-(K) zur Mineralklasse der „Silikate und Germanate“ und dort zur Abteilung der „Schichtsilikate (Phyllosilikate)“, wo er zusammen mit Fluorapophyllit-(K) und Fluorapophyllit-(Na) die Apophyllitgruppe mit der System-Nr. VIII/H.01 bildete.
Die seit 2001 gültige und von der International Mineralogical Association (IMA) verwendete 9. Auflage der Strunz’schen Mineralsystematik ordnet den Hydroxyapophyllit-(K) ebenfalls in die Klasse der „Silikate und Germanate“ und dort in die Abteilung der „Schichtsilikate (Phyllosilikate)“ ein. Diese Abteilung ist allerdings weiter unterteilt nach der Struktur der Schichten, so dass das Mineral entsprechend seinem Aufbau in der Unterabteilung „Einfache Tetraedernetze mit 4, 5, (6) und 8 beteiligten Ringen“ zu finden ist, wo es zusammen mit Fluorapophyllit-(K) und Fluorapophyllit-(Na) die Apophyllitgruppe mit der System-Nr. 9.EA.15 bildet.
Auch die vorwiegend im englischen Sprachraum gebräuchliche Systematik der Minerale nach Dana ordnet den Hydroxyapophyllit-(K) in die Klasse der „Silikate und Germanate“ und dort in die Abteilung der „Schichtsilikatminerale“ ein. Hier ist er zusammen mit Fluorapophyllit-(K), Fluorapophyllit-(Na) und Carletonit in der „Apophyllitgruppe (4- und 8-gliedrige Ringe)“ mit der System-Nr. 72.03.01 innerhalb der Unterabteilung „Schichtsilikate: Zweidimensionale unbegrenzte Lagen mit anderen als sechsgliedrigen Ringen: 3-, 4- oder 5-gliedrige Ringe und 8-gliedrige Ringe“ zu finden.

## Chemismus
Für Hydroxyapophyllit-(K) wird eine vereinfachte Formel mit KCa4Si8O20(OH)·8H2O angegeben, die Gehalte von 53,10 % SiO2, 24,78 % CaO, 5,20 % K2O und 16,92 % H2O erfordert.
Hydroxyapophyllit-(K) ist das hydroxyldominante Analogon des fluordominierten Fluorapophyllit-(K), mit dem er eine kontinuierliche Mischkristallreihe bildet.

## Kristallstruktur

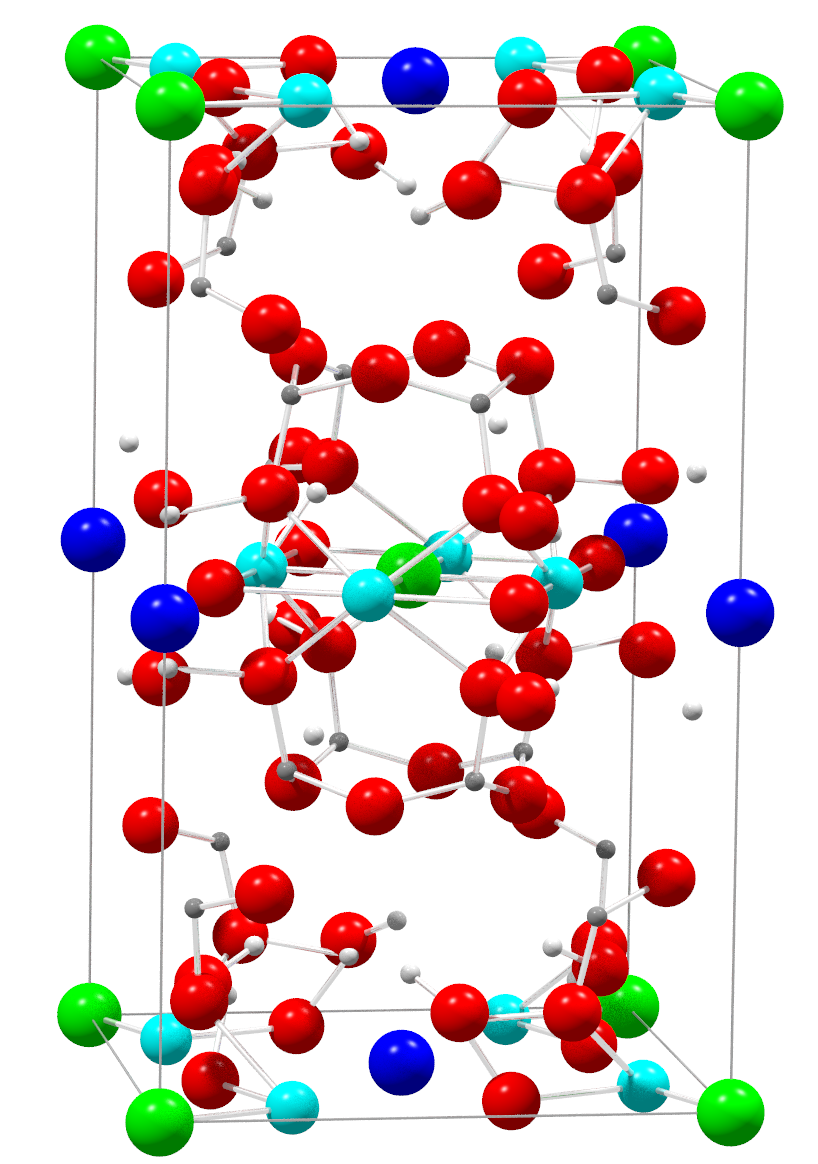
Struktur der Minerale der Apophyllitgruppe:
1. 0FF Ca^{2+},
2. 00F (Na, K)^{+},
3. e00 O^{2−},
4. 0F0 F^{−},
5. BBB H^{+},
6. 555 Si^{4+}

Hydroxyapophyllit-(K) kristallisiert im tetragonalen Kristallsystem in der Raumgruppe P4/mnc (Raumgruppen-Nr. 128) mit den Gitterparametern a = 8,978 Å und c = 15,83 Å sowie zwei Formeleinheiten pro Elementarzelle.
Hydroxyapophyllit-(K) weist eine ungewöhnliche Einschichtstruktur auf, die aus endlosen Schichten bzw. Netzen von SiO4-Tetraedern parallel (001) besteht (vgl. dazu auch die nebenstehenden Abbildungen). Im Gegensatz zu den Sechserringen der Glimmergruppe werden diese Schichten aus Vierer- und Achterringen von eckenverknüpften [SiO4]4−-Tetraedern aufgebaut. Die Viererringe zeigen bezüglich der c-Achse alternierend nach oben und nach unten. Die Schichten sind miteinander durch große Calciumionen verknüpft, die aus jeder der benachbarten Schichten zwei Sauerstoffatome, ein (OH,F)-Ion und zwei H2O-Moleküle verbinden. Die Verbindung der H2O-Moleküle mit den Sauerstoffatomen der SiO4-Tetraeder geschieht über Wasserstoffbrückenbindungen. Jedes (OH,F)-Ion ist von vier koplanaren Calciumionen umgeben, während jedes Kaliumion von acht H2O-Molekülen umgeben ist. Auf diese Weise wechseln die Tetraederschichten kontinuierlich mit Schichten, die aus den großen Kationen von Calcium und Kalium sowie F−/OH− sowie H2O-Molekülen bestehen. Die Anordnung der Schichten parallel (001) erklärt die sehr vollkommene Spaltbarkeit des Hydroxyapophyllit-(K) in diese Richtung.
Das Kristallwasser wird in zwei Schritten zwischen 300 °C und 310 °C sowie 400 °C und 422 °C ausgetrieben.

## Eigenschaften

### Morphologie
Hydroxyapophyllit-(K) bildet fast immer aufgewachsene, bis zu 15 cm große Kristalle, die im Wesentlichen in zwei verschiedenen Grundtypen mit den Hauptflächenformen {100}, {101} und {001} und {210} auftreten (siehe dazu auch die nebenstehenden Kristallzeichnungen). Bei Vergleichen mit historischen Kristallzeichnungen muss beachtet werden, dass die Aufstellung der Kristalle in modernen Zeichnungen gegenüber der früheren morphologischen Orientierung um 45° gedreht ist. Neben isometrischen würfelähnlichen Kristallen mit den trachtbestimmenden, sich meist im Gleichgewicht befindlichen Flächenformen {110} und {001} existieren Kristalle, die durch Dominanz von {001} tafelig erscheinen. Die Flächen von {110} weisen durch gleichzeitiges Auftreten von {110} und {210} häufig eine deutliche und tiefe, kantenparallele Streifung sowie Rundung auf. Im Gegensatz dazu steht die bereits Ende des 19. Jahrhunderts vertretene Meinung, dass die Streifung der Apophyllite durch Baufehler mit Bildung zahlloser aneinandergrenzender Subindividuen entsteht, wobei die individuellen Blöcke um jeweils 1° bis 3° versetzt sind. Die Flächen von {001} sind oft matt oder sogar rau.
Insgesamt gilt, dass die Morphologie von Hydroxyapophyllit-(K) identisch ist mit der von Fluorapophyllit-(K).

### Physikalische und chemische Eigenschaften
In reiner Form ist Hydroxyapophyllit-(K) farblos und wasserklar-durchsichtig. Durch vielfache Lichtbrechung aufgrund von Gitterbaufehlern oder polykristalliner Ausbildung sind die Kristalle häufiger aber weiß oder zeigen durch Fremdatome bzw. durch Einschlüsse anderer Minerale rosafarbene, gelbliche oder grünliche Töne, wobei die Transparenz entsprechend abnimmt. Stark alterierte Hydroxyapophyllit-(K) von Great Notch, New Jersey, USA, sind sogar kreideweiß. Die Strichfarbe des Hydroxyapophyllit-(K) ist hingegen immer weiß. Die Oberflächen der durchscheinenden bis durchsichtigen Kristalle weisen auf den Flächen von {110} einen glasartigen Glanz, auf den Flächen von {001} und auf Spaltflächen hingegen Perlmuttglanz auf.
Hydroxyapophyllit-(K) weist eine sehr vollkommene Spaltbarkeit nach {001} auf, bricht aufgrund seiner Sprödigkeit aber ähnlich wie Amblygonit, wobei die Bruchflächen uneben ausgebildet sind. Mit einer Mohshärte von 4,5 bis 5 gehört Hydroxyapophyllit-(K) zu den mittelharten Mineralen, die sich wie die Referenzminerale Fluorit und Apatit mehr oder weniger leicht mit einem Taschenmesser ritzen lassen. Die gemessene Dichte für Hydroxyapophyllit-(K) beträgt 2,37 g/cm³, die berechnete Dichte liegt bei 2,36 g/cm³.
Wie Fluorapophyllit-(K) zeigt auch Hydroxyapophyllit-(K) durch die Abspaltung des Kristallwassers eine deutliche Reaktion vor dem Lötrohr. Dabei blättert er in charakteristischer Weise auf und schmilzt leicht zu weißem blasigem Email, auf Kohle hingegen zu einer klaren durchsichtigen Kugel. Eine Violettfärbung der Flamme findet nur in der Nähe der Probe statt. Im Kölbchen unter Wasserabgabe matt werdend. Durch Salzsäure und Salpetersäure leicht, durch Schwefelsäure schwer zersetzbar, wobei sich ein schleimiger bis gallerteartiger Rückstand bildet, der nach dem Glühen schwerer angreifbar ist. Das Pulver reagiert stark alkalisch, auch nach dem Glühen.

## Modifikationen und Varietäten
Hydroxyapophyllit-(K)-Kristalle aus vielen Lokalitäten sind kontinuierlich oder diskontinuierlich zoniert.

## Bildung und Fundorte

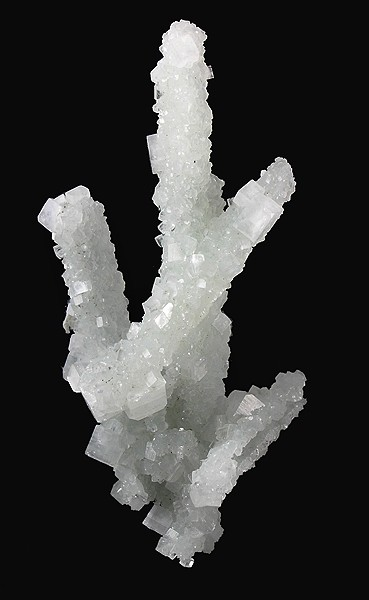
Farblose Hydroxyapophyllit-(K)- Kristalle auf Perimorphosen von Prehnit nach Laumontit. Kandivali (Malad) Quarry, Malad, Mumbai, Maharashtra, Indien (Größe: 10,8 cm × 5,8 cm × 5,3 cm).

Hydroxyapophyllit-(K) entsteht als sekundäre Bildung in Hohlräumen und ehemaligen Gasblasen in Basalt oder anderen vulkanitischen Gesteinen. Begleitminerale sind fast immer Zeolithe wie Stilbit, Laumontit und Skolezit sowie Prehnit, Datolith und Pektolith. Kreideweiße, opake Hydroxyapophyllite-(K) von Great Notch sowie aus Steinbrüchen bei Bergen Hill und Prospect Park, alle in New Jersey, scheinen durch hydrothermale Alteration aus Fluorapophyllit-(K) entstanden zu sein.
Unter den weltweit bisher (Stand 2016) rund 1100 für „Apophyllit“ bekannten Fundstellen gibt es lediglich 85 Lokalitäten, in denen das Mineral Hydroxyapophyllit-(K) identifiziert worden ist. Zum Zeitpunkt des Erscheinens der Originalpublikation waren neben der Typlokalität lediglich fünf Fundpunkte bekannt, die Hydroxyapophyllit-(K) liefern.
Die Typlokalität des Hydroxyapophyllit-(K) ist die Ore Knob Mine bei Ore Knob, Ashe County, North Carolina, USA. (Koordinaten der Ore Knob Mine). Hier bilden die Hydroxyapophyllit-(K)-Kristalle bis zu 1 cm dicke weiße Krusten, die auf einer Chalkopyrit-Pyrrhotin-Vergesellschaftung liegen. Die Stufen erreichen Größen von bis zu 15 × 15 cm.
In Deutschland ist Hydroxyapophyllit-(K) aus Nephelinbasaniten am Wartberg bei Längenau unweit Selb im Fichtelgebirge, Bayern, aus hohlraumreichen Basalten am Rother Kopf bei Roth unweit Gerolstein sowie aus Alkalibasalten am Höchstberg (Kelberg), beide Eifel, Rheinland-Pfalz, bekannt. In Österreich kam das Mineral am Hocheck, Eibegggraben in den Fischbacher Alpen bei St. Jakob-Breitenau in der Steiermark vor. Fundstellen in der Schweiz sind unbekannt.

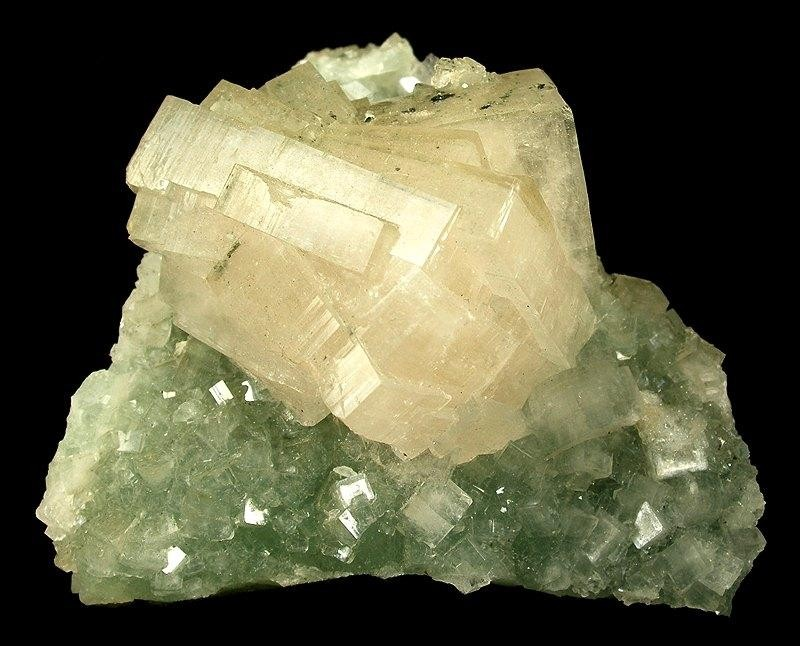
Apophyllit auf Prehnit, Fairfax Quarry, Centreville, Virginia/USA (Größe: 7,0 cm × 5,5 cm × 5,5 cm)

Aus den Vereinigten Staaten neben der Typlokalität u. a. aus der „Foote Lithium Co. Mine“, Kings Mountain District, Cleveland County, North Carolina. Daneben aus „Great Notch“ bei Little Falls Township, Passaic County, aus dem „Prospect Park Quarry“ bei Prospect Park im Passaic County und der Franklin Mine bei Franklin im gleichnamigen Mining District, Sussex County, alle New Jersey. Schließlich aus dem „Fairfax (Centreville) Quarry“ bei Centreville, Culpeper Basin, Fairfax County, Virginia.
Aus Mexiko aus der „Mina la Valenciana“ bei Guanajuato und aus der „Mina la Luz“ bei La Luz, beide im Municipio Guanajuato, Guanajuato, sowie aus der „Mina Noche Buena“, Noche Buena, Municipio Mazapil, Zacatecas.
In Indien kommen aus den Steinbrüchen und anderen Aufschlüssen in dem Dreieck, welches die Städte Mumbai, Pune und Nashik in Maharashtra bilden, nicht nur Weltklasse-Stufen mit Fluorapophyllit-(K). Insbesondere der Spilitsteinbruch „Malad/Kurar“ (auch „Kandivali Quarry“) bei Malad unweit Mumbai, Distrikt Mumbai Suburban, sowie die „Pashan Quarries“ in den Pashan Hills bei Pashan im Distrikt Pune haben auch wunderbare Stufen mit Hydroxyapophyllit-(K) geliefert.
In Südafrika sind gute Kristalle mit Hydroxyapophyllit-(K) aus der Kimberley Mine bei Kimberley im Frances Baard (Distrikt), Provinz Northern Cape, und aus den Kalahari-Manganerzfeldern in der Provinz Northern Cape geborgen worden. Zu den Fundstellen in den Kalahari-Manganerzfeldern zählen die „Wessels Mine“ bei Hotazel und die „N'Chwaning I Mine“ sowie die „N'Chwaning II Mine“ bei Kuruman. Die blass rosafarbenen, cremefarbenen und farblosen Kristalle dieser drei Fundstellen erreichen 8 cm Größe und werden von Inesit, Ruizit, Pektolith, Datolith, Orientit, Quarz, Aragonit, Baryt, Coelestin, Calcit, Thaumasit, Sugilith und Xonotlit begleitet.
Unter den Fundstellen für Hydroxyapophyllit-(K) in Europa soll die Mofjellet (Mofjell) Mine bei Mofjellet, Kommune Rana, Provinz Nordland in Norwegen, erwähnt werden. In einer der Erzlinsen fanden sich innerhalb einer 20 cm breiten tektonischen Zone in Rissen und Drusen gute Stufen mit bis 2 cm großen Hydroxyapophyllit-(K)-Kristallen.
Hydroxyapophyllit-(K) ist ferner aus Vorkommen in Australien, Chile, Finnland, Israel, Italien, Japan, Kanada, Kenia, Namibia, Rumänien, Russland, Spanien, Tschechien, Ungarn, der Ukraine und dem Vereinigten Königreich sowie weiteren Fundpunkten in Mexiko, Norwegen, Südafrika und den Vereinigten Staaten
bekannt.

## Verwendung
Stufen mit Hydroxyapophyllit-(K)-Kristallen stellen aufgrund von deren Größe, Farbe, Glanz und der Paragenese in erster Linie für Sammler begehrte Bildungen dar.